# Ли, Шарон
Ша́рон Ли́ Бэ́коф (англ. Sharon Lee Backof, родилась 11 сентября 1952 в Балтиморе, США) — американская писательница-фантаст. Пишет совместно со своим мужем Стивом Миллером в жанрах научной фантастики, фэнтези и мистики.

## Биография
Шарон Ли родилась в Балтиморе, штат Мэриленд. Окончила среднюю школу Парквилля в 1970 году. Во время учебы в Университете Мэриленда округа Балтимор работала помощником декана школы по социальной работе и общественному планированию Университета Мэриленда в Балтиморе.
В 1980 году вышла замуж за Стива Миллера. В 1988 году они переехали в штат Мэн, в Уинслоу. В начале 2018 года переехали в соседний город Уотервилл.
На протяжении жизни Ли сменила немало профессий — работала секретарем, рекламным копирайтером, ведущей беседы по телефону, редактором ночных новостей, внештатным репортером, фотографом, рецензентом книг и доставщиком трейлеров для тракторов. Начиная с августа 1997 года три года работала исполнительным директором Американской ассоциации авторов писателей-фантастов, затем была избрана вице-президентом, а затем президентом этой организации.